# تپه و محوطه دول شیره
تپه و محوطه دول شیره مربوط به دوران‌های تاریخی پس از اسلام است و در شهرستان بیجار، بخش چنگ الماس، روستای محمدآباد نیل واقع شده و این اثر در تاریخ ۱۰ دی ۱۳۸۱ با شمارهٔ ثبت ۶۹۲۰ به‌عنوان یکی از آثار ملی ایران به ثبت رسیده است.